# Paradendryphiopsis cambrensis
Paradendryphiopsis cambrensis är en svampart som beskrevs av M.B. Ellis 1976. Paradendryphiopsis cambrensis ingår i släktet Paradendryphiopsis, divisionen sporsäcksvampar och riket svampar.   Inga underarter finns listade i Catalogue of Life.